# Теорема бесконачног мајмуна
Теорема бесконачног мајмуна тврди да ће мајмун ударајући насумично по тастатури писаће машину у бесконачном временском периоду готово сигурно исписати дати текст, као што су сабрана дела Вилијама Шекспира.
У овом контексту, „скоро сигурно” је математички израз са прецизним значењем, и „мајмун” није прави мајмун, већ метафора за апстрактни уређај који прави неограничено много неповезаних секвенци слова и симбола. Једна од најранијих употреба „метафоре мајмуна” је од француског математичара Емила Борела током 1913. године, али конкретно прва употреба се вероватно догодила и раније. Значајност теореме није поуздана - вероватноћа Универзума пуног мајмуна пишући целокупан рад као што је Шекспиров Хамлет је толико мала да је шанса која се појављује током периода времена од стотину хиљада редова величине дужа него старост универзума али технички постоји. Такође треба напоменути да прави мајмуни не праве неповезане излазе, што значи да прави мајмун који притиска дугмиће неограничено дуго нема статистичку сигурност да ће написати било који задати текст.
Варијанте теореме укључују више, па чак и бесконачно много писаца, а циљни текст варира између целе библиотеке и једне реченице. Историја ових изјава може се пратити уназад до Аристотелове о стварању и корупцији и Цицеронове De natura deorum (О природи богова), кроз дела Блеза Паскала и Џонатана Свифта, и на крају до модерних текстописаца. Почетком 20. века, Емил Борел и Артур Едингтон користе теорему да илуструју временски имплицит у темељима статистичке механике.

## Објашњење

### Директни доказ
Постоји јасан доказ ове теореме. Као увод, сећам се да ако су два догађаја статистички независна, онда је вероватноћа оба дешавања једнака производу вероватноће сваког од њих који се дешавају независно. На пример, ако је могућност кише у Москви на одређени дан у будућности 0.4 и могућност земљотреса у Сан Франциску тог истог дана 0.00003, онда је вероватноћа за оба догађа на тај дан 0,4 × 0.00003 = 0.000012, под претпоставком да су заиста независни.
Претпоставимо да писаћа машина има 50 тастера, а реч коју куцате је банана. Ако се случајно и независно притисне тастер, то значи да сваки тастер има једнаке шансе да буде притиснут. Затим су шансе да је прво укуцано слово 'Б' 1/50, а шансе да је друго слово а такође 1/50, и тако даље. Дакле, шансе за првих шест слова правописа банана је
(1/50) × (1/50) × (1/50) × (1/50) × (1/50) × (1/50) = (1/50)6 = 1/15 625 000 000 ,
Мања од један у 15 милијарди, али не и нула, а тиме и могући исход.
Из горе наведеног, могућност да се не укуца банана у датом блоку од 6 слова је 1 - (1/50) 6. Пошто је сваки блок откуцан независно, прилика за Xn да не укуцате банану у једној од првих n блокова од 6 слова је
{\displaystyle X_{n}=\left(1-{\frac {1}{50^{6}}}\right)^{n}.}
Како n расте, Xn се смањује. За свако милионито n, Xn је отприлике 0.9999, али за n од 10 милијарди Xn је отприлике 0.53, а за n од 100 милијарди је око 0.0017. Како се n приближава бесконачности, вероватноћа је да Xn тежи нули; што значи, чинећи n довољно великим, Xn може бити мали као што се жели,  а шансе за куцање банане приближава 100%.
Исти аргумент показује зашто ће бар један од бесконачно много мајмуна написати текст тако брзо као што би се написао од савршено прецизног људског текстописца копирајући га од оригинала. У овом случају, Xn = (1 - (1/50)^6)^n где Xn представља вероватноћу да ниједан од прве врсте n мајмуна не напише банана правилно у свом првом покушају. Када узмемо у обзир 100 милијарди мајмуна, вероватноћа пада на 0,17%, а када се n број мајмуна повећава, вредност Xn - вероватноћа мајмуна да не успевају да напишу дати текст - се приближава нули произвољно близу. Граница, за n које иде до бесконачности, је нула. Дакле, вероватноћа да се реч банана појави у неком тренутку након бесконачног броја откуцаја на тастатури је једнака један.

#### Бесконачни низови
Ово се може навести генерално и компактно у виду низова, који су секвенце знакова одабраних из неког коначног алфабета:
- Имајући у виду бесконачан низ где се сваки карактер насумично бира, неки дати коначан низ скоро сигурно се јавља као подниз у неком положају.
- С обзиром на бесконачни низ безброј низова, где је сваки карактер сваког низа равномерно изабран насумце, неки дати коначан низ скоро сигурно се јавља као префикс једне од ових низова.

Оба прате следећу Борел-Кантели теорему. За другу теорему, нека Ek буде догађај да k-ти низ почиње са датим текстом. Зато што ово има неку фиксну нулу вероватноће p да се догоди, Ek-ови су независни, а сума испод дивергира,
{\displaystyle \sum _{k=1}^{\infty }P(E_{k})=\sum _{k=1}^{\infty }p=\infty ,}
вероватноћа да се бесконачно много Ek-ова јавља једном. Прва теорема је слично приказана; може да подели случајан низ у непреклапајуће блокове који се подударају са величином жељеног текста, и да направи Ek догађај где је k-ти блок једнак жељеном низу.

### Вероватноће
Међутим, за физичко значење броја мајмуна који куцају, за физичко значење дужине времена, резултати су обрнути. Ако је било онолико мајмуни колико има атома у свемиру, куцање је изузетно брзо за трилион пута брже него живот универзума, вероватноћа да мајмун копира чак једну страницу Шекспира је неки део минута.
Игнорисањем интерпункција, размака, и капитализације, мајмун који куца слова равномерно насумично има једну шансу у 26 шанси правилно написаних првих слова Хамлета. Он има шансу у 676 (26 × 26) шанси куцања прва два слова. Пошто се вероватноћа смањује експоненцијално, на 20 слова он има само једну шансу у 26^20 шанси = 19,928,148,895,209,409,152,340,197,376 (скоро 2 × 1028). У случају целог текста Хамлета, вероватноћа је тако мала да је то непојмљиво. Текст Хамлет садржи око 130.000 слова. Стога постоји вероватноћа једном у 3.4 × 10183,946, добити прави текст на првом покушају. Просечан број слова која треба да буду откуцана док се не појави текст је такође 3,4 × 10183.946, или, укључујући интерпункције, 4.4 × 10183,946
Чак и да је сваки протон у свемиру био мајмун са писаћом машином, куцање из Великог праска до краја свемира (када протони више не постоје), они би и даље треба смешно дуго време - више од 300 и 60000 редова величине дужине - да чак буде једном у 10500 шанси за успех. Другачије речено, за једну у билион шанси за успех, требало би да буде 10^360,641 универзума направљених од атомских мајмуна. Као што су Кител и Кромер рекли, „Вероватноћа Хамлета је стога нула у сваком оперативном смислу догађаја ...”, а изјава да мајмуни морају на крају успети „даје погрешан закључак о веома великом броју”. Ово је из њихових уџбеника термодинамике, област чији су статистички темељи мотивисани првим познатим излагањима мајмуна који куцају.
У ствари, постоји мање од једног билиона могућности за успех да такав један Универзум направљен од мајмуна који могу исписати неке посебне документе који су једва 79 знакова дуги.

### Скоро сигурно
Вероватноћа да ће бесконачан случајно генерисани низ текста садржи одређени коначан подниз је 1. Међутим, то не значи да је одсуство у поднизу „немогуће”, упркос одсуству који има претходну вероватноћу 0. На пример, бесмртан мајмун могао би случајно написати слово Г као прво слово, Г као друго, и Г као и свако следеће слово, производећи бесконачан низ Gs; ни у једном тренутку мајмун ће бити приморан да унесете било шта друго. Колико год да је дуг насумично генерисани, коначни низ, постоји мала али и ненулта шанса да ће се испоставити да се састоји од истог карактера који се понавља; ово се могућност приближава нули и дужина низа прилази бесконачности. Не постоји ништа посебно о таквом монотоној секвенци осим да се може лако описати; исто важи и за било које специфичне секвенце, као што су „РГРГРГ” поновљене увек, или „Аб-аа-ББ-ааа-БББ -...” или „три, шест, девет, дванаест ...”.
Ако хипотетички мајмун има писаћу машину са 90 подједнако слиним кључевима који садрже бројеве и знакове интерпункције, онда прво куцани тастери могу бити „3.14” (прве три цифре броја Пи) са вероватноћом (1/90)^4, што је 1 / 65.610.000. Једнако је вероватно и за било који други низ знакова од четири дозвољених знакова писаће машине, као што су „GGGG”, „мАТh”, или „q%8е”. Вероватноћа да ће 100 насумично куцаних кључева да се састоје од првих 99 цифара броја Pi или било која друге одређене секвенца те дужине, је знатно нижа: (1/90)^100. Ако је додељена дужина текста мајмуну бесконачна, шанса за куцање је да је Pi је 0, која је исто тако могућа (математички вероватно), као куцање само Gs (и вероватноће 0).
Исто важи и за случај писања посебне верзије Хамлета праћен бескрајних копија себе; или Хамлета праћеним свим цифрама броја Pi; ови специфични низови су подједнако бесконачни у дужини, нису забрањени под условима проблема, а сваки од њих има претходну вероватноћу 0. У ствари, сваки посебно бесконачан низ бесмртне врсте мајмуна ће имати претходну вероватноћу 0 , иако мајмун мора да откуца нешто.
Ово је наставак принципа да ће коначан низ случајних текстова има све мање и мање вероватноће да ће бити дужи одређени низ (иако су сви специфични низови подједнако вероватни). Ова вероватноћа се приближава 0 када се стринг приближава бесконачности. Тако је вероватноћа мајмуна што куца бескрајно дуг низ, као и вероватноћа за цифре броја пи, на тастатури од 90 слова једнака (1/90) ∞ који износи (1 / ∞) која је у суштини 0. У исто време, вероватноћа да секвенца садржи одређену подсеквенцу (као што је реч МАЈМУН или 12та кроз 999 цифара броја пи, или верзију Библије краља Џејмса) се повећава са укупним порастом низа. Ова вероватноћа приступа јединици када укупан низ приступа бесконачности, а самим тим и оригинална теорема је тачна.

### Коресподеција између низова и бројева
У поједностављеном мисаоном експерименту, мајмун може имати писаћу машину са само два тастера: 1 и 0. Бесконачно дуги низ произвео би одговарајуће бинарне цифаре одређене реалним бројевима између 0 и 1. А пребројивост бесконачних могућих низова се завршава у бесконачним понављањима, што значи да је одговарајући стварни број рационалан. Примери укључују низове којима одговарају: једна трећина (010101. ..), пет шестина (11010101. ..) и пет осмина (1100000. ..). Само подниз од стварих реалних бојева низова (иако је пребројив бесконачан подподниз) садржи целину дела Хамлета (ако је текст је преведен из ASCII у бинарни).
У међувремену, постоји Бесконачно пребројив комплет низова који се не завршавају у том понављању; они одговарају низовима ирационалних бројева. Они могу бити сортирани у два пребројива бесконачна подскупа: она које садрже Хамлета и она које не. Међутим, "највећи" подскуп свих реалних бројева је онај који не садржи само Хамлета, али који садржи сваки други могући низ било које дужине, а са једнаком дистрибуцијом таквих низова. Ови ирационални бројеви се зову нормални. Зато што су скоро сви бројеви нормални, готово сви могући низови садрже све могуће коначне подстрингове. Дакле, вероватноћа да мајмун куца нормалан број је 1. Исти принципи важе без обзира на број тастера од којих мајмун може да бира. 90 слова на тастатури може да се посматрају као генератор бројева написаних у основи 90.

## Историја

### Статистичка механика
У једном од облика у којем су и вероватноће сада знане теореме, са својим "текстописцима" мајмуна (фр. singes dactylographes; а француска реч покрива оба, мајмуни и шимпанзе), појавио се Емил Борел је 1913. чланку „Mécanique Statistique et Irréversibilité” (статистичка механика и иревезирбилност),  а у својој књизи „Le Hasard” из 1914. Његови „мајмуни” нису стварни мајмуни; они су метафора за имагинарни начин да произведе велики, случајни низ слова. Борел је рекао да ако милион мајмуна куца десет сати дневно, изузетно је мало вероватно да ће њихова производња изједначити са обимношћу књига из најбогатијих библиотека на свету; па ипак, у поређењу, те то је још мање вероватно да ће икада бити потврђени закони статистичке механике, чак и на кратко.
Физичар Артур Едингтон, пишући на слици Борела у књизи The Nature of the Physical World (1928), писао је:
Ове слике позивају читаоца да размотри невероватну вероватноћу великог, али коначног броја мајмуна који раде у великим, али у коначним временским периодима производећи значајан посао, и да упореди то са још већом невероватношћу одређених физичких догађаја. Сваки физички процес који је још мање вероватан него успех таквих мајмуна "је практично немогућ, а може се са сигурношћу рећи да се тај процес никада неће догодити. Јасно је да из контекста Едингтон не сугерише да је вероватноћа да се то деси вредна озбиљног разматрања. Напротив, то је реторичка илустрација чињенице да испод одређеног нивоа вероватноће, термин невероватно је функционално еквивалентан немогућем.

### Порекло иThe Total Library
У 1939. есеј под насловом „The Total Library” (Потпуна Библиотека), аргентинског писца Хорхе Луис Борхеса је пратио концепт бесконачног мајмуна све до Аристотелове метафизике. Објашњавајући ставове Леукипа, који је сматрао да је свет настао кроз случајне комбинације атома, Аристотел наводи да су сами атоми хомогени и њихови могући аранжмани само се разликују по облику, положају и наручивању. У On Generation and Corruption грчки филозоф пореди то на начин да се трагедија и комедија састоји од истих атома, односно словних знакова. Три века касније, Цицеронова De natura deorum (О природи богова) тврдила је против погледа на свет везаног за атоме:
Борхес прати историју овог аргумента кроз Блеиз Паскала и Џонатана Свифта, онда примећује да се у његово време, вокабулар се променио. До 1939. године, идиом је „да пола туцета мајмуна са писаћим машинама, за неколико вечности, производи све књиге у Британском музеју”. На то Борхес додаје, „Стриктно говорећи, један бесмртни мајмун би био довољнан”. Борхес онда замишља садржај The Total Library која би ово предузеће произвело ако обавља у својој пуној крајности:
Концепт потпуне библиотеке је главна тема Борхесов најчитаније приповетке из 1941. године, Вавилонска библиотека, која описује незамисливо огромну библиотеку која се састоји од шестоугаоних комора, који садрће све могуће књиге, који се састоје од слова алфабета и неких знакова интерпункције.

## Прави мајмуни
У 2003. години, предавачи и студенти са Универзитета у Плимуту, MediaLab Arts курса, користили су донацију од £2.000 дату од Уметничког Савета за студирање књижевног излаза стварних мајмуна. Оставили су компјутерске тастатуре у кућишту од шест Celebes Crested Macaques у Paignton зоолошком врту у Девону у Енглеској за месец дана, са радио везама да емитују резултате на сајту
Не само да мајмуни производе ништа друго него пет тоталних страна углавном од састава слова С, главни мушки мајмун почео је ударати тастатуру са каменом, а други мајмуни су наставили са мокрењем по њему. Мајк Филипс, директор Универзитетског Института за дигиталне уметности и технологије (I-DAT), рекао је да је уметник који финансира пројекат првенствено то радио ради представљања уметности, а они су научили „јако пуно” од њега. Он је закључио да мајмуни „нису случајни генератори/произвођачи. Они су сложенији од тога. ... Они су били веома заинтересовани за екран, и они су видели да када се откуца слово, нешто се догоди. Видела се намера... ”.

## Апликације и критике

### Еволуција
У својој књизи из 1931. године, под називомThe Mysterious Universe, Едингтонов ривал Џејмс Џинс приписује причу о мајмуну на „Huxley”-у, претпоставља се да мисле Томасу Хенри Хакслију. Ово приписивање је нетачно. Данас се понекад даље преноси да је Хаксли примењивао пример у сада легендарној Чарлс Дарвиновој дебати о пореклу врста са Anglican Bishop of Oxford, Самуел Вилберфорс, одржаном на састанку Британског удружења за унапређење науке у Оксфорду 30. јуна 1860. Ова прича трпи не само од недостатка доказа, али чињеница да се у 1860. сама писаћа машина тек појавила
Упркос оригиналном миксу, мајмун-и-писаћа машина аргументи су сада уобичајени у аргументима о еволуцији. На пример, Даг Пауел тврди као хришћански бранилац да чак и ако мајмун случајно укуца слова Хамлета, није успео да напише Хамлета јер му недостаје комуникација. Његова паралелна импликација је да природни закони не могу произвести информативни садржај у ДНК. Чешћи аргумент је представљен од стране Џона Ф. Макартура, који тврди да су генетске мутације које су неопходне за производњу пантљичиаре од амеба нису као мајмуново куцање Хамлетовог монолога, а тиме су и шансе против еволуције свих живота неправизиђене..
Ричард Докинс употребљава концепт мајмунског куцања у својој књизи Слепи часовничар да покаже способност природне селекције да произведе биолошку комплексност од случајних мутација. У симулационом експерименту Докинс је његов произвео Хамлет фразу Ја мислим као ласица, почевши од насумично откуцаног родитеља, помоћу "узгоја" наредне генерације и увек бирајући најближу вредност од потомака који су копије родитеља, са случајним мутацијама. Шанса за циљне фразе које се појављују у једном кораку је изузетно мала, али Докинс је показао да се може брзо произвести (за око 40 генерација) користећи кумулативни избор фраза. Случајни избори су доставили сировину, док кумулативни избор даје информације. Како Докинс признаје, међутим, ласица програм је несавршена аналогија за еволуцију, јер су изабране "offspring" фразе "према критеријуму сличности са удаљеног идеала мета." Насупрот томе, Докинс потврђује, да еволуција нема дугорочне планове и не напредује ка неком далеком циљу (попут људи). Ласица програм има за циљ да илуструје разлику између неслучајног кумулативног избора, и случајног избора у једном кораку. Што се тиче аналогије мајмуна који куца, значи да би се Ромео и Јулија направили релативно брзо, Дарвинова тип избора ће имати функцију да се сачува на месту писма које се дешавају да би одговарала циљу текста, побољшање сваке наредне генерације мајмуна који куцају.
Другачији пут за истраживање аналогије између еволуције и несметане лажи мајмуна у проблему да мајмун пише само једно слово у једном тренутку, независно је од других слова. Хју Петри тврди да је потребно софистицираније подешавања, у његовом случају није за биолошке еволуције него еволуције идеја:
Јамес В. Валентајн, док признаје, да је класичан мајмунов задатак немогућ, сматра да постоји вредна аналогија између писаног енглеског језика и метазон генома у овом другом смислу: обоје имају "комбинаторне, хијерархијске структуре" које у великој мери ограничавају огроман број комбинација на нивоу слова.

### Књижевна теорија
Р. Г. Колингвуд је тврдио 1938. године да уметност не може бити произведена случајно, и написао као саркастичну страну његовим критичарима,
Нелсон Гудман има супротан став, илустрирајући свој став, заједно са Катерин Елгин на примеру Борхесове „Pierre Menard, Author of the Quixote”,

У другом писаном облику, Гудман разрађује, „Да мајмун може да претпостави да је направио копију случајно направљене разлике. То је исти текст, и отворен је за сва иста тумачења. ....” Жерар Женет одбацује Гординов аргумент молећи за питање.
За Џорџ Џ. Е. Грација, питање идентитета текстова доводи до другачијег питања, а то је питање аутора. Ако је мајмун способан да куца Хамлета, упркос томе што не види намеру и значење и зато дисквалификује себе као аутора, онда се чини да текстови не захтевају ауторе. Могућа решења укључују могућност да ко год сматра да је идентификовао текст Хамлета може да се сматра за аутора; или да је Шекспир аутор, мајмун његов агент, а тражилац само корисник текста. Ова решења имају своје проблеме, значи да текст има другачије значење што се тиче осталих агената: шта ако мајмун писао пре него што се Шекспир родио, или ако се Шекспир никада није родио, или ако нико није нашао мајмунова скрипта?

### Случајна генерација докумената
Теорема се односи на мисаони експеримент који се не може у потпуности извршена у пракси, јер је предвиђено да захтева забране количину времена и ресурса. Ипак, она је инспирисала напоре у коначном случајних генерације текста.
Један компјутерски програм покренут од Дан Оливера, из Аризоне, у чланку The New Yorker, дошао је до резултата 4. августа 2004. године: Након што је група радила за 42.162.500,000 билион-билион мајмунских година, један од "мајмуна откуцао је,"VALENTINE. Cease toIdor:eFLP0FRjWK78aXzVOwm)-‘;8.t" првих 19 слова овом низу могу се наћи у " Два витеза из Вероне ". Остали тимови су репродуковали 18 карактера из "Timon of Athens", 17 из "Тroilus and Cressida", а 16 из "Richard II".
Веб локација под називом The Monkey Shakespeare Simulator, лансиран 1. јула 2003. године, садржи Јава апликацију којом симулира велику популацију мајмуна куцањем случајно, са наведеном намером да види колико је потребно виртуелном мајмуну да произведе комплетан Шекспирску игру од почетка до краја. На пример, произведена је делимична линија од Хенрија IV, други део, извештавајући да је требало "2,737,850 милиона милијарде милијарде милијарде мајмунских година" да се постигне 24 подударајућих знакова:
RUMOUR. Open your ears; 9r"5j5&?OWTY Z0d...
Због обраде ограничене струје, програм користи модел вероватноће (користећи генератор случајних бројева или RGN) уместо да заправо генерише случајни текст и упоређује га са Шекспиром. Када симулатор "детектује меч" (то јест, RGN генерише одређену вредност или вредност у оквиру одређеног опсега), симулатор симулира фудбалу генерисање подударајућег текста.
Софистицираније методе се користе у пракси за производњу природног језичког генератора. Ако уместо једноставно генерисаних случајних знакова један ограничава генератор за смислен вокабулар и конзервативна граматичка правила, као и употребу контекста без граматике, онда случајно генерисан Документ на овај начин чак може да превари неке људе (барем на површном читању), као показано у експериментима са SCIgen, snarXiv, и генератор постмодернизма.

### Тестирање генератора случајних бројева
Питања о статистици описују колико често се очекује да идеални мајмун унесете неке низове и преведе их у практичне тестове генерисање случајних бројева; Они варирају од једноставних до „веома софистицираних”. Професори компјутерске науке Џорџ Марсаглиа и Ариф Заман извештавају да су звали једну такву категорију тестова „преклапање м-торка тестова” у предавању, јер се тичу преклапања М-записа узастопних елемената у случајном редоследу. Али су открили да називајући их „Тестови мајмуна” да су помогли да се мотивишу идејом студенти. Они су објавили извештај о класи тестова и њиховим резултатима за разне RNG-ове 1993. године.

## Популарна култура
Теорема бесконачног мајмуна и њена сликовита имагинација се сматра популараном и пословично илустрацијом математичке вероватноће, широко позната широј јавности више због преноса преко популарне културе него кроз формално образовање
У свом 1978 радијској емисији, The Hitchhiker's Guide to the Galaxy, Даглас Адамс позивао је теорему да илуструје моћ 'Бескрајне невероватноће вожње "која напаја свемирски брод. Од Епизоде 2: "Форд, постоји бесконачан број мајмуна споља који желе да разговарају са нама о овом сценарију за Хамлета који су они радили напољу."
Цитат приписује 1996. године говор Роберта Виленског који је изјавио: "Чули смо да милион мајмуна на тастатурама може да произведе комплетне радове Шекспира, а сада, захваљујући интернету, ми знамо да то није истина."
Трајна, распрострањена популарност теореме је наведена у уводу за 2001. папиру "Monkeys, Typewriters and Networks: The Internet in the Light of the Theory of Accidental Excellence " (Хофман & Хофман, 2001). У 2002. години, један чланак у The Washington Post-у је рекао: "Много људи је имало забаву са познатим појмом да би бесконачан број мајмуна са бесконачним бројем писаћих машина и бесконачног временском периоду евентуално написао дела Шекспира." У 2003. години, претходно поменути Уметнички савет (Arts Council) финансира експеримент који укључује стварне мајмуне и компјутерска тастатура  је добила широку штампу. У 2007. години, теорема је наведена од стране магазина Wired у листу од осам класичних мисаоних експеримента.
У току једне епизоде The Ricky Gervais Show, Карл Пилкингтон успешно је "побио" Infinite Monkey theorem-у по образложењу да не можете имати неограничен број мајмуна, јер не постоји бесконачан количина банана да их нахрани. Он је тада преполовио, помоћу оштроумност да не постоји довољно велика површина пустиња на располагању да укуће мајмуне када заврше своје смене.